# Salles-Arbuissonnas-en-Beaujolais
Salles-Arbuissonnas-en-Beaujolais é uma comuna francesa na região administrativa de Auvérnia-Ródano-Alpes, no departamento de Ródano. Estende-se por uma área de 4,35 km². Em 2010 a comuna tinha 800 habitantes (densidade: 183,9 hab./km²).